# Ballerina
Ballerina（バレリーナ）は、エンドポイント間の通信の統合を容易にするために開発されたテキストとグラフィック両面の構文を備えたプログラミング言語である。テキストエディター、IDEによるテキストソースコードの編集による開発とBallerina Composerというシーケンス図作成ソフトによる開発ができる。
Ballerinaは、プログラミング言語に加えて以下の技術の総称でもある。

| プロジェクト名           | プロジェクトの内容                                               |
| ------------------------ | ---------------------------------------------------------------- |
| Ballerina.io             | Ballerinaプラットフォームの拠点                                  |
| Ballerina Bridge         | 実行サービスにトランザクションと弾力性を加えるコンテナー         |
| Ballerina Observability  | Ballerinaプログラムを監視する方法                                |
| Ballerina Message Broker | 継続的で非同期なメッセージ送受信のためのスケーラブルなブローカー |
| Ballerina Grammar        | 言語文法強調の説明                                               |